# Баскетбол на летних Олимпийских играх 1980

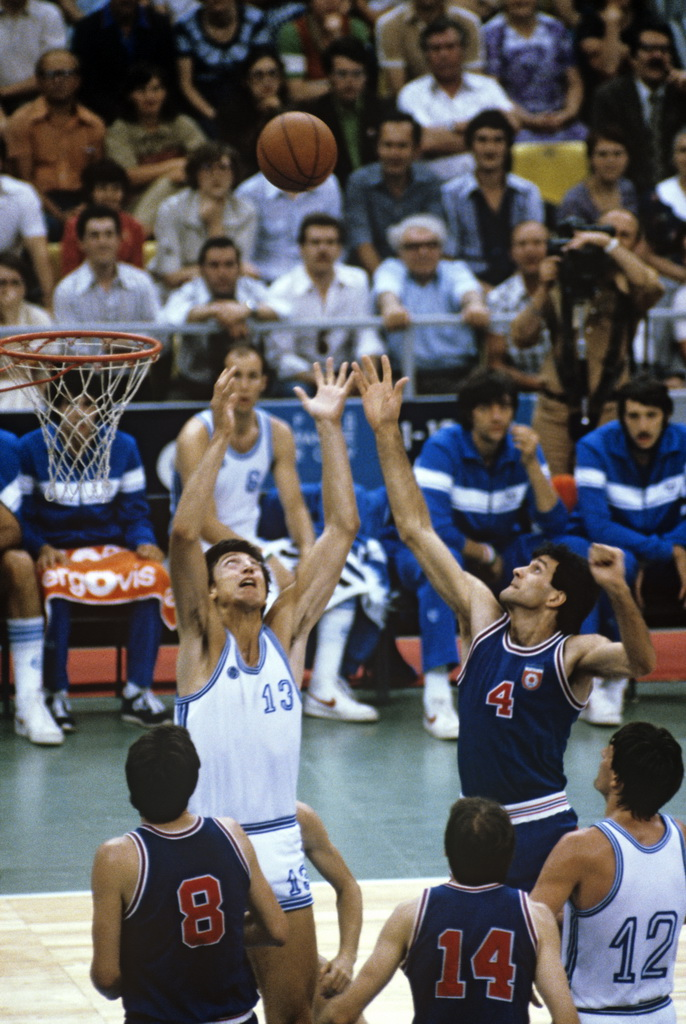
Матч мужских сборных Югославии и Италии. Ренцо Веккьято (№ 13), Андро Кнего (№ 4), Желько Ерков (№ 8), Дражен Далипагич (№ 14), Ренато Виллальта (№ 12). Фото РИА Новости.

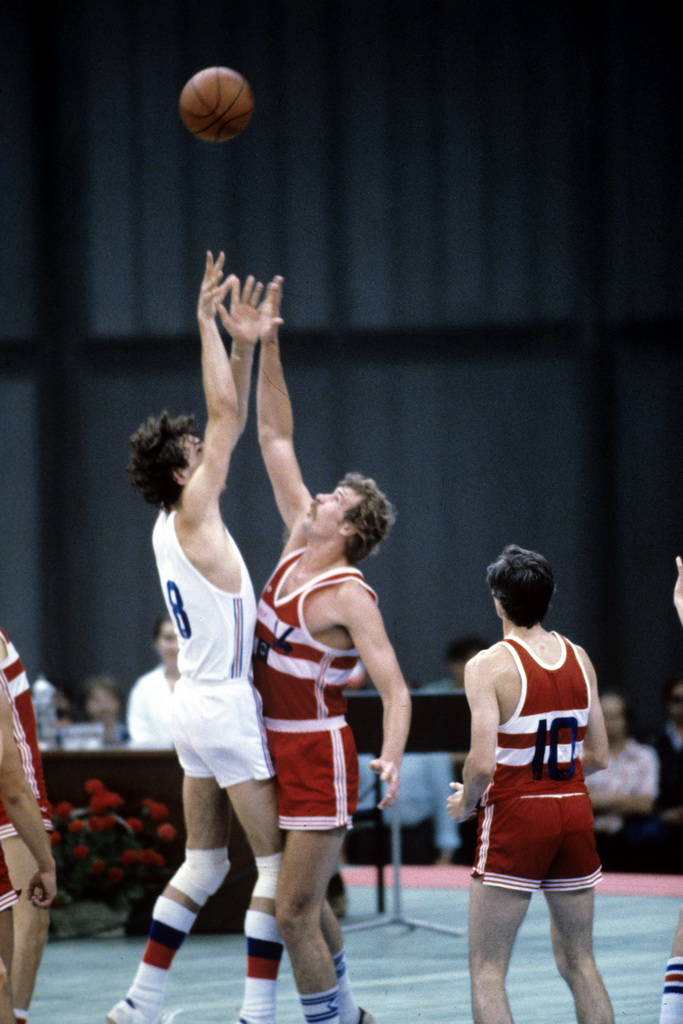
Матч мужских сборных СССР и Чехословакии. Александр Белостенный (№ 14), Станислав Кропилак (№ 8), Сергей Белов (№ 10). Фото РИА Новости.

Соревнования по баскетболу на летних Олимпийских Играх 1980 года проходили в спорткомплексе «Олимпийский» и универсальном спортивном комплексе ЦСКА в Москве. В рамках соревнований состоялись турниры мужских и женских команд. Оба финала состоялись 30 июля в УСК «Олимпийский».
В связи с тем, что спортсмены США из-за бойкота не приняли участие в Олимпиаде, золотыми медалями мужского турнира всего лишь во второй раз в истории награждена другая команда (после победы сборной СССР в 1972 году).

## Таблица медалей

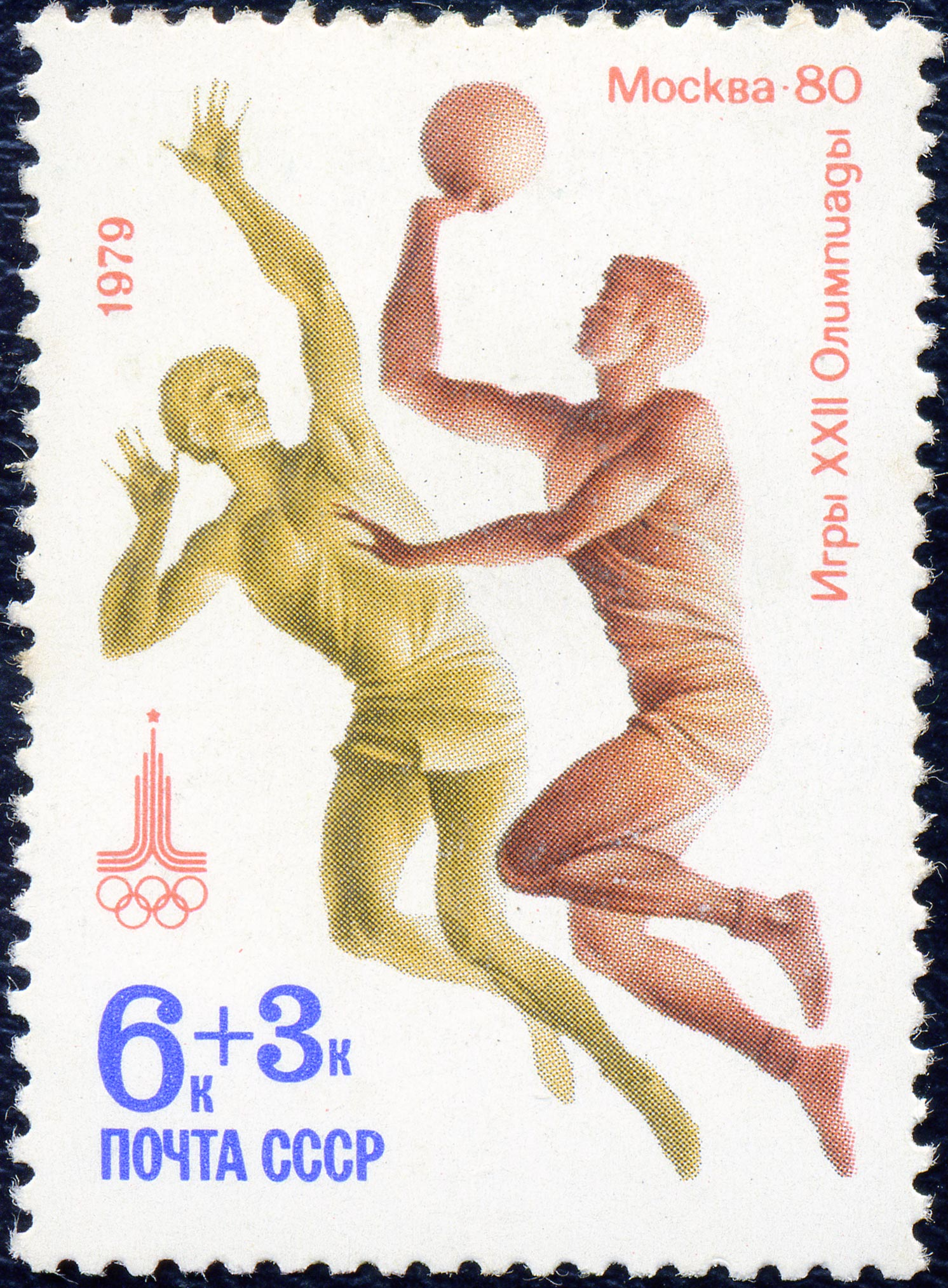
Почтовая марка СССР, 1979 год

| Общее количество медалей |           |        |         |        |       |
| Место                    | Страна    | Золото | Серебро | Бронза | Всего |
| 1                        | Югославия | 1      | 0       | 1      | 2     |
| 1                        | СССР      | 1      | 0       | 1      | 2     |
| 3                        | Италия    | 0      | 1       | 0      | 1     |
| 3                        | Болгария  | 0      | 1       | 0      | 1     |

## Медалисты
| Дисциплина | Золото | Серебро | Бронза |
| Мужчины    | Югославия · Андро Кнего · Драган Кичанович · Райко Жижич · Миховил Накич · Желько Ерков · Бранко Скроче · Зоран Славнич · Крешимир Чосич · Ратко Радованович · Дуе Крстулович · Дражен Далипагич · Мирза Делибашич                                        | Италия · Фабрицио Делла Фьори · Марко Сольфрини · Марко Бонамико · Дино Менегин · Ренато Виллальта · Ренцо Веккьято · Пьерлуиджи Марцорати · Пьетро Дженерали · Ромео Саккетти · Роберто Брунамонти · Майкл Сильвестер · Энрико Джиларди                  | СССР · Станислав Еремин · Валерий Милосердов · Сергей Тараканов · Александр Сальников · Андрей Лопатов · Николай Дерюгин · Сергей Белов · Владимир Ткаченко · Анатолий Мышкин · Сергеюс Йовайша · Александр Белостенный · Владимир Жигилий |
| Женщины    | СССР · Ангеле Рупшене · Любовь Шармай · Вида Беселене · Ольга Барышева-Коростелёва · Татьяна Овечкина · Надежда Шуваева-Ольхова · Ульяна Семёнова · Людмила Рогожина · Нелли Ферябникова · Ольга Сухарнова · Татьяна Захарова-Надырова · Татьяна Ивинская | Болгария · Надка Голчева · Пенка Методиева · Петкана Макавеева · Снежана Михайлова · Ваня Дерменджиева · Красимира Богданова · Ангелина Михайлова · Диана Брайнова · Евладия Славчева-Стефанова · Костадинка Радкова · Сильвия Германова · Пенка Стоянова | Югославия · Вера Дурашкович · Мерсада Бечирспахич · Елица Комненович · Мира Бьедов · Вукица Митич · Саня Ожегович · София Пекич · Мария Тонкович · Зорица Дуркович · Весна Деспотович · Биляна Майсторович · Ясмина Перазич                |

## Мужской турнир
Это был десятый турнир, когда мужские баскетбольные сборные команды стран-участников Олимпийских игр разыгрывали медали. В соответствии с регламентом турнира сперва все команды играли групповой этап по итогом которого, две лучшие сборные из группы выходили в полуфинальный турнир, а оставшиеся участники встречались в квалификационном турнире, где определялись места с 7-го по 12-е. Команды, занявшие первые два места в полуфинальном турнире, встречались в матче за олимпийское золото. Команды, занявшие третье и четвёртое места в полуфинальном турнире, играли в матче за олимпийскую бронзу.

### Итоговая таблица мужского турнира
| Место | Сборная      |
| ----- | ------------ |
| 1     | Югославия    |
| 2     | Италия       |
| 3     | СССР         |
| 4     | Испания      |
| 5     | Бразилия     |
| 6     | Куба         |
| 7     | Польша       |
| 8     | Австралия    |
| 9     | Чехословакия |
| 10    | Швеция       |
| 11    | Сенегал      |
| 12    | Индия        |

## Женский турнир
Турнир женских баскетбольных команд проводился на Олимпийских играх во второй раз. В соответствии с регламентом турнира, сперва все команды провели однокруговой турнир. Команды, занявшие первые два места, встречались в матче за олимпийское золото. Команды, занявшие третье и четвёртое места, играли в матче за бронзу.

### Групповой этап
| Сборная      | О  | Игры | Поб | Пор | МЗ  | МП  | +/-  |
| ------------ | -- | ---- | --- | --- | --- | --- | ---- |
| 1. СССР      | 10 | 5    | 5   | 0   | 553 | 316 | +237 |
| 2. Болгария  | 9  | 5    | 4   | 1   | 440 | 405 | +35  |
| 3. Югославия | 8  | 5    | 3   | 2   | 356 | 364 | -8   |
| 4. Венгрия   | 7  | 5    | 2   | 3   | 344 | 407 | -63  |
| 5. Куба      | 6  | 5    | 1   | 4   | 346 | 403 | -57  |
| 6. Италия    | 5  | 5    | 0   | 5   | 308 | 452 | -144 |

### Финалы
Матч за 1-е место
 СССР 104:73  Болгария
Матч за 3-е место
 Югославия 68:65  Венгрия

### Итоговая таблица женского турнира
| Место | Сборная   |
| ----- | --------- |
| 1     | СССР      |
| 2     | Болгария  |
| 3     | Югославия |
| 4     | Венгрия   |
| 5     | Куба      |
| 6     | Италия    |